# Протарас
Протара́с (греч. Πρωταράς) — небольшой курортный посёлок на юго-востоке острова Кипр, входит в общину Паралимни района Фамагуста.
В античные времена на территории современного Протараса находился небольшой древний греческий полис Лефкола (Λεύκολλα). В городе была небольшая удобная гавань, в которой в 306 году до н. э. македонянин Деметрий I Полиоркет поджидал египетского сатрапа Птолемея I Сотера, чтобы разбить того в решающей битве при Саламине. Птолемей бежал к себе в Египет, и Кипр перешёл ненадолго в руки Деметрия. От древнего города остались небольшие развалины.
Современный Протарас знаменит своими красивыми песчаными пляжами, самым известным из которых является пляж залива Фигового дерева (Fig Tree Bay). Однако до турецкого завоевания севера острова и в частности Фамагусты с её пляжами и развитым туристическим бизнесом Протарас был лишь небольшой деревушкой. После же отхода Фамагусты к туркам в районе Протараса начала активно развиваться курортная индустрия и сейчас вдоль пляжей Протараса расположены десятки отелей, вилл, апартаментов, ресторанов и прочих атрибутов курортного места. Протарас находится всего в 6 км (10 км по дороге) к северо-западу от курорта Айя-Напа и считается более тихим и семейным по сравнению с последней.

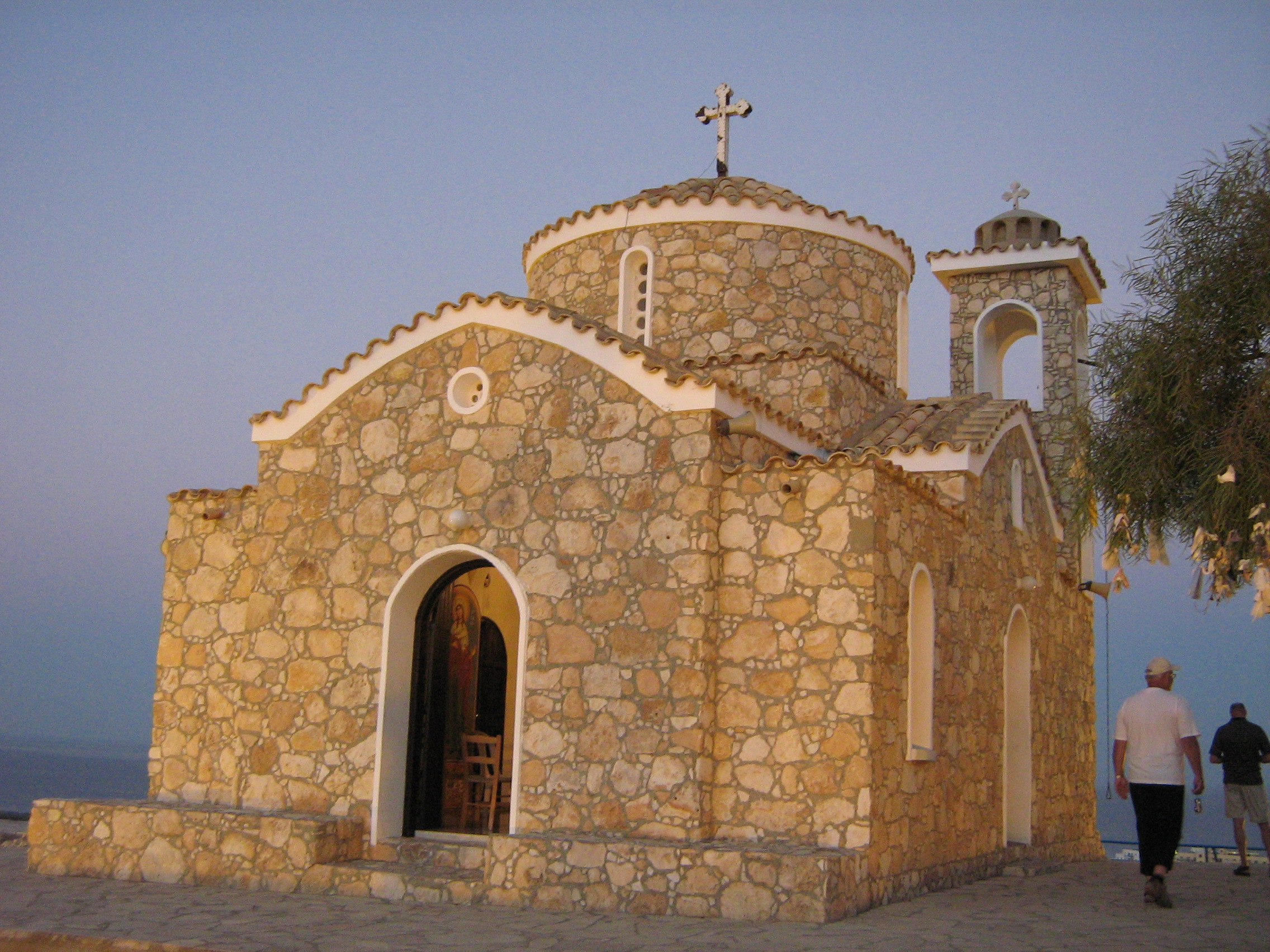
Церковь Святого Илии Пророка

Церковь Айос-Илиас: На окраине, ставшей достопримечательностью города, находится небольшая и привлекательная каменная церковь, расположенная на вершине холма высотой 100 метров, церковь Святого Ильи. Стоит прогуляться до церкви и подняться на 300 ступенек на вершину. Оттуда открывается панорамный вид на Протарас и окружающее море.
Почти в самом центре посёлка находится церковь Святого Илии Пророка — древний православный храм XIV века на вершине небольшой горы, откуда открывается вид на весь посёлок и окружающую равнину.
В 7 км к югу от Протараса находится мыс Капо-Греко — юго-восточная оконечность острова Кипр.